# Pirimidina-nucleosídeo fosforilase
Em enzimologia, uma pirimidina-nucleosídeo fosforilase (EC 2.4.2.2) é uma enzima que catalisa a reação química 
um nucleosídeo + fosfato de pirimidina {\displaystyle \leftrightharpoons } uma base de pirimidina + alfa-D-ribose 1-fosfato
Assim, os dois substratos desta enzima são o nucleósido e fosfato de pirimidina, enquanto que os seus dois produtos são base de pirimidina e alfa-D-ribose 1-fosfato.
Esta enzima pertence à família das glicosiltransferases, especificamente as pentosiltransferases. O nome sistemático desta classe de enzimas é pirimidina-nucleosídeo: fosfato alfa-D-ribosiltransferase. Esta enzima também é chamada Py-NPase. Esta enzima participa na biossíntese de pirimidina.